# Waterhen Lake, Saskatchewan
Waterhen Lake är en sjö i Kanada.   Den ligger i provinsen Saskatchewan, i den centrala delen av landet, 2 500 km väster om huvudstaden Ottawa. Waterhen Lake ligger 468 meter över havet. Arean är 77 kvadratkilometer. Den sträcker sig 9,2 kilometer i nord-sydlig riktning, och 16,1 kilometer i öst-västlig riktning.
Runt Waterhen Lake är det glesbefolkat, med 8 invånare per kvadratkilometer.